# Публий Манлий Вульсон (претор)
Публий Манлий Вульсон (лат. Publius Manlius Vulso; умер после 210 года до н. э.) — римский военачальник и политический деятель из патрицианского рода Манлиев, претор 210 года до н. э., наместник Сардинии.

## Биография
Публий Манлий был сыном Луция Манлия Вульсона Лонга, консула 256 и 250 годов до н. э. Его старшим братом был Луций, претор 218 года до н. э.
Все упоминания о Публии в сохранившихся источниках относятся к году его претуры (210 год до н. э.). Вульсону выпало по жребию управлять островом Сардиния, имея под командованием два легиона. В это время шла Вторая Пуническая война, и карфагенский флот во главе с Гамилькаром напал на Ольбию. Когда на Сардинии появился Вульсон, карфагеняне уплыли в Африку.